# Hermann Klee (Maler)
Hermann Klee (* 1. Februar 1820 in Wien; † 15. November 1894 ebenda) war ein österreichischer Maler und Fotograf.

## Leben und Wirken

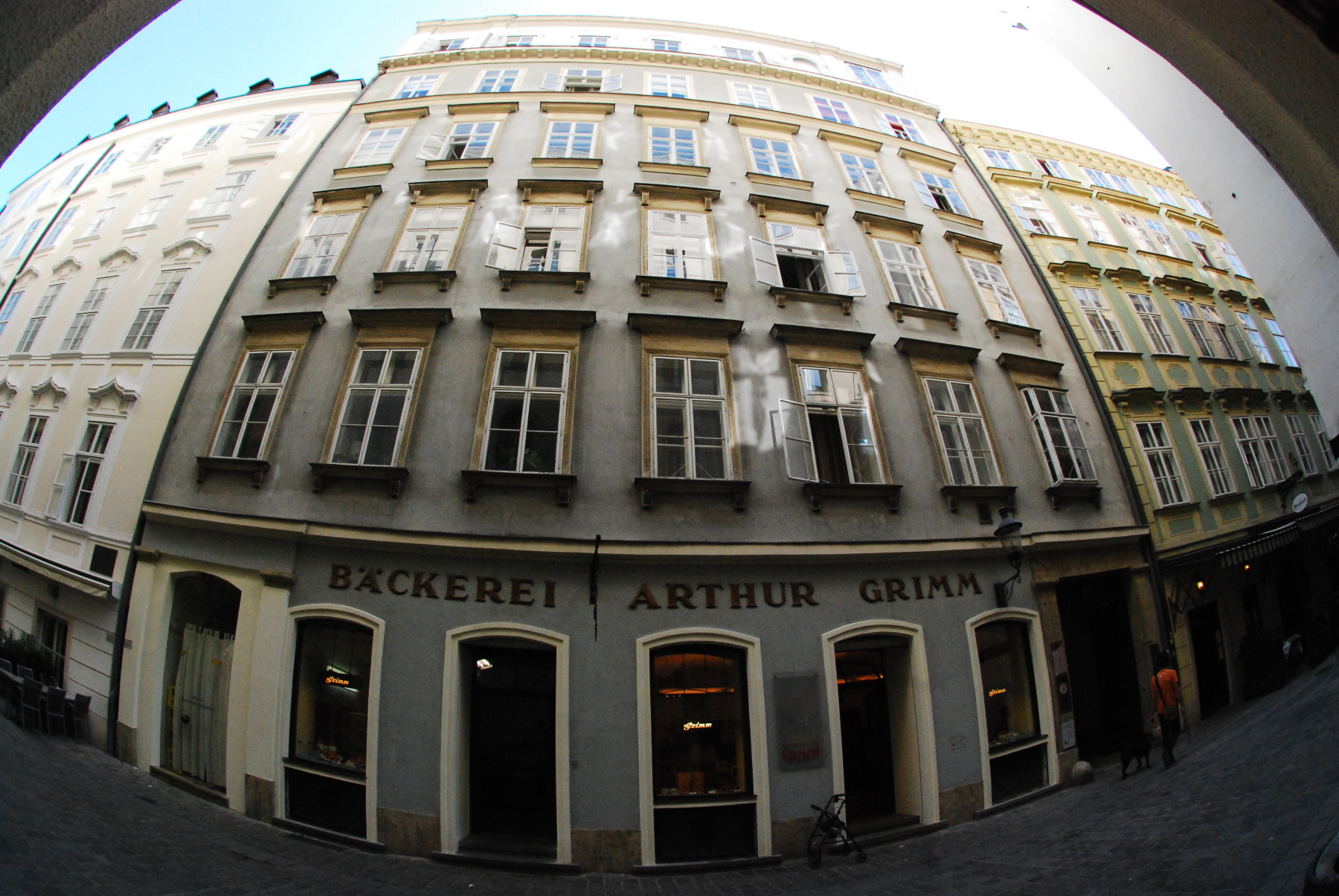
Das heute mit der damaligen Adresse Currentgasse 434, das nach Plänen seines Vaters 1826/27 neu errichtet wurde. Hier betrieb Hermann Klee sein Atelier.

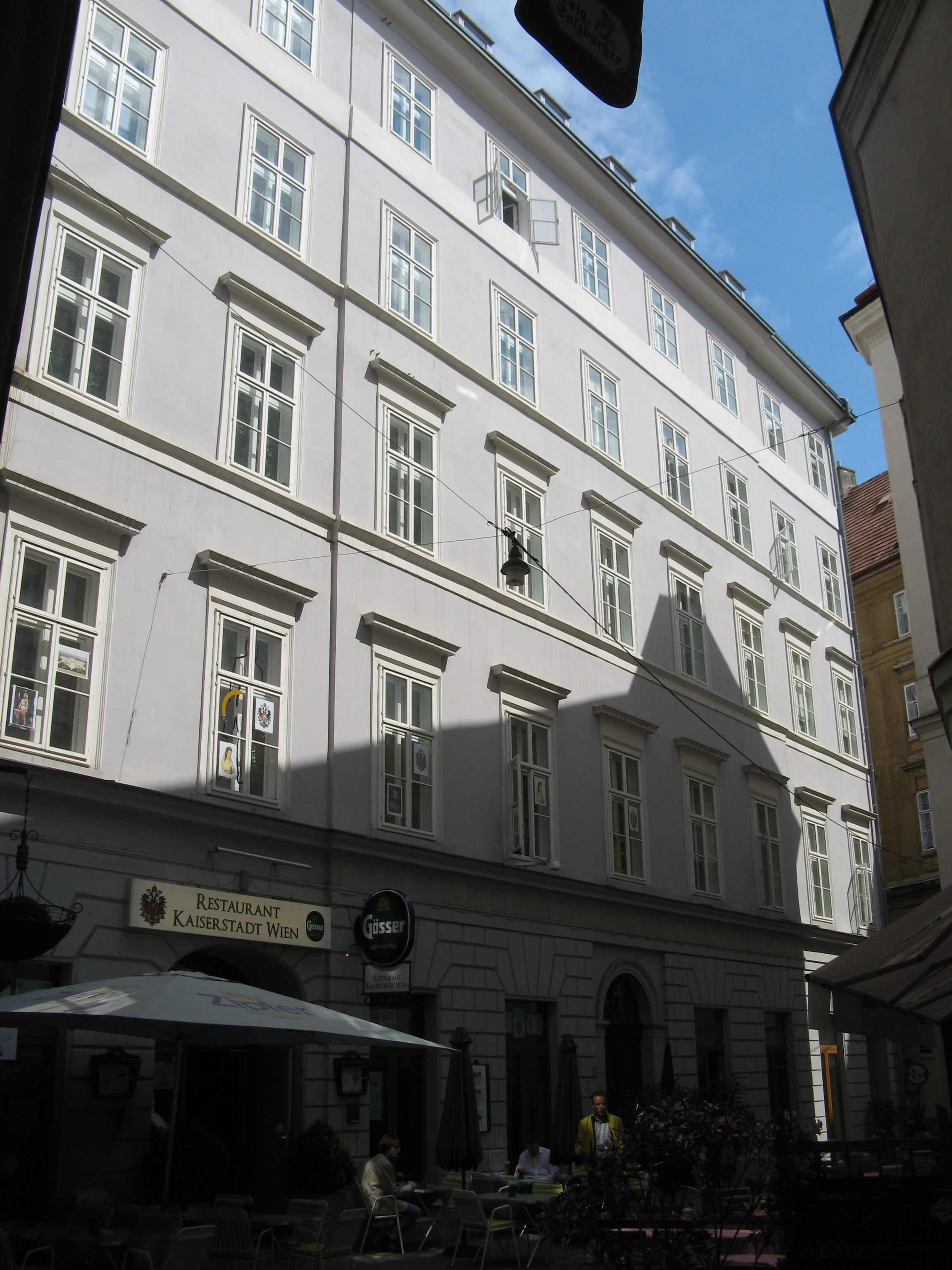
Noch zweieinhalb Jahre vor seinem Tod lebte Klee in dem, ebenfalls nach Plänen seines Vaters, im Jahre 1832 errichteten Gebäude auf der Adresse Blumenstockgasse 5.

Hermann Klee wurde am 1. Februar 1820 als Sohn des Stadtbaumeisters Josef Klee und dessen Ehefrau Elisabeth in Wien geboren, wo er auch aufwuchs und seine Schulbildung absolvierte. Er studierte an der Akademie der bildenden Künste Wien und bei Alexandre Calame in Genf. Er unternahm Reisen durch die Alpen, die Schweiz und Italien, wo er zahlreiche Werke bzw. Skizzen hierzu anfertigte. Nach seinen Reisen ließ er sich wieder in seiner Heimatstadt nieder, wo er vor 1861 auch noch als Porträtfotograf tätig war. So lichtete er ein Jahr vor dessen Tod in Graz den Dramatiker, Schauspieler und Opernsänger Johann Nestroy in Rollenbildern ab. Er betrieb sein Fotoatelier in seinem Elternhaus auf der Adresse Currentgasse 434 (heutige Kleeblattgasse 9/Kurrentgasse 10) in Wien und fotografierte auch für Kunsthandlungen, die seine Aufnahmen vertrieben. Dazu zählte unter anderem die Kunsthandlung von L. T. Neumann (1804–1876), die im Jahr 1862 unter anderem eine Sammlung an Fotografien, in denen Nestroy in zwölf seiner beliebtesten Rollen dargestellt wird, herausbrachte.
Solche Alben mit von Klee gemachten Fotos anderer Künstler vertrieb die Kunsthandlung auch in den nachfolgenden Jahren. Während seiner Zeit als Fotograf lichtete Klee neben Privatpersonen auch Menschen des öffentlichen Lebens, darunter Bühnenkünstler, aber auch Militärangehörige ab. Im Juli 1863 stand Klee zusammen mit dem Maler und Fotografen Alois von Anreiter vor dem Bezirksgericht Innere Stadt, nachdem beide, nachdem sie Fotosammlungen von Aufnahmen des Wiener Tiergartens (von Anreiter) bzw. namhafter Persönlichkeiten (Klee) über den Kunsthandel vertrieben hatten, es unterlassen hatten, sogenannte Pflichtexemplare bei der Staatsanwaltschaft zu deponieren. Nachdem sich beide zu der Anklage, die auf Verstöße gegen das ein Jahr zuvor in Kraft getretene Preßgesetz 1862 (PreßG 1862) hinwies, geäußert hatten, wurden beide zu einer Strafe von je 25 Gulden verurteilt.
In den Jahren 1850 und 1869 stellte er seine Landschaften in Öl, Aquarell und Sepia in München, sowie von 1850 bis 1859 in Wien aus; dabei vor allem in Monatsausstellungen des Österreichischen Kunstvereins. Ab 1861 war Klee ein (Gründungs-)Mitglied der Genossenschaft der bildenden Künstler Wiens. In späteren Jahren versuchte sich Klee in neueren Techniken und fertigte Bilder, in denen er Gouache und Aquarell kombinierte, an.
Im April 1892 gab das Bezirksgericht Innere Staat in der Wiener Zeitung bekannt, dass Klee „wegen gerichtlich erhobenen Wahnsinnes“ unter Kuratel gesetzt wurde und einen Sachwalter erhalten würde. Zu diesem Zeitpunkt lebte er noch in einem nach Plänen seines Vaters im Jahre 1832 errichteten Gebäude auf der Adresse Blumenstockgasse 5. Die Sachwalterschaft übernahm sein Sohn Alexander, ein Beamter bei der Südbahn-Gesellschaft, der ebenfalls in der Blumenstockgasse 5 lebte.
Am 15. November 1894 starb Klee 74-jährig im von Theodor Ritter von Hittnern im Jahre 1872 auf der Adresse Jagdschloßgasse 25 eingerichteten Heilanstalt für Gemüths- und Nervenkranke in seiner Geburts- und Heimatstadt Wien. Als Todesursache wurde Entkräftung angegeben.

## Werke (Auswahl)
- ausgestellt im Dezember 1850: An der Strasse nach Bern (Aquarell)
- ausgestellt im Dezember 1850: Der Thurm von Hermance in Savoyen (Aquarell)
- ausgestellt im Dezember 1850: Aus dem Berner Oberlande (Aquarell)
- ausgestellt im Dezember 1850: Schloss Chillan am Genfer See (Aquarell)
- ausgestellt im Jänner 1851: Mühle in Oberösterreich (Ölbild)
- ausgestellt im März 1851: Partie bei Senftenberg (Aquarell)
- ausgestellt im März 1851: Ruine von Senftenberg (Aquarell)
- ausgestellt im März 1851: Eine Mühle bei Genf (Sepiazeichnung)
- ausgestellt im November 1851: Ruine von Senftenberg bei Krems (Ölbild)
- ausgestellt im April 1852: Partie aus Millstadt in Oberkärnten (Aquarell)
- ausgestellt im April 1852: Aus der Umgebung von Krems (Aquarell)
- ausgestellt im Mai 1852: Die Brücke über den Bach (Aquarell)
- ausgestellt im Mai 1852: Partie an der Donau (Aquarell)
- ausgestellt im September 1852: Aus der Umgebung von Marienbad (Aquarell)
- ausgestellt im September 1852: Wildbach (Aquarell)
- ausgestellt im Jänner 1853: Dorf an der Donau (Ölbild)
- ausgestellt im Jänner 1853: Waldende an der Donau (Ölbild)
- ausgestellt im Mai 1853: Die Ruinen von Pästum (Ölbild)
- ausgestellt 1856: Der Karren im Hohlwege (Aquarell)
- ausgestellt 1856: An der Küste von Neapel (Aquarell)
- ausgestellt 1856: Regenlandschaft (Aquarell)
- ausgestellt 1856: Partie am Genfer See (Aquarell)
- ausgestellt 1856: Fischerhütte am Arve-Ufer bei Genf (Aquarell)
- ausgestellt 1856: Landschaft aus Savoyen (Aquarell)
- ausgestellt im Mai 1857: Abgebrannte Schiffmühle bei Morgenbeleuchtung (Ölbild)
- ausgestellt im Februar 1858: Ruine Senftenberg bei Krems, Sturmlandschaft (Aquarell)
- ausgestellt im Februar 1858: Die Galeere auf Ischia (Aquarell)
- ausgestellt im Februar 1858: Sumpfpartie bei Lundenburg (Aquarell)
- ausgestellt im Februar 1858: Partie an der Donau (Sepiazeichnung)
- ausgestellt im März 1858: Sumpf im Gebirge (Sepiazeichnung)
- ausgestellt im März 1858: Eichen (Sepiazeichnung)
- ausgestellt im April 1858: Donauarm mit Schiffspferden (Aquarell)
- ausgestellt im April 1858: Uferpartie am Donauarm (Aquarell)
- ausgestellt im Mai 1858: Am Genfer See (Aquarell)
- ausgestellt im Februar 1859: Sorrento in Neapel (Aquarell)
- ausgestellt im Februar 1859: Mühle in Savoyen (Aquarell)
- ausgestellt im April 1859: Wilddiebe (Aquarell)
- ausgestellt im April 1859: Rosenlaui im Berner Oberland (Aquarell)
- Bauernhof in St. Michael-Eppan (Bleistiftaquarell)
- ausgestellt im September 1870: Heranziehendes Gewitter[12]
- ausgestellt 1886: Donau an der ungarischen Grenze (Ölbild)[13]